# پیتر گیچ
پیتر توماس گیچ (به انگلیسی: Peter Thomas Geach) (۲۰۱۳–۱۹۱۶) فیلسوفی بریتانیایی بود. گیچ از شارحانِ آثار توماس آکویناس و گوتلوب فرگه است. کتاب او در مورد افعالِ ذهنی (۱۹۵۷) از آثار کلاسیک است و دفاع او از نسبی‌بودنِ رابطهٔ این‌همانی مشهور است.
گیچ از سال ۱۹۴۱ همسرِ الیزابت انسکوم بود.

## آثار
- Geach, Peter (1957). Mental Acts. Routledge and Kegan Paul..
- Geach, Peter (1972). Logic Matters. Blackwell.